# Türkiye Buz Hokeyi Federasyonu
Türkiye Buz Hokeyi Federasyonu bildades 1991 och ordnar med organiserad ishockey i Turkiet. Turkiet inträdde den 1 maj 1991 i IIHF.
Förbundet har sitt huvudkontor i Ankara.

## Historik
Ishockey började spelas i Turkiet under tidigt 1980-tal vid Atatürkrinken och den frusna basäogen vid Ungdomsparken i Ankara och Korukentrinken i Istanbul. Den första dokumenterade ishockeymatchen dateras till 9 januari 1988 vid Atatürkrinken mellan lag från Ankara och Istanbul, vilka tränades av amerikanske officern Glenn Brown och Sinisha Tomic från Jugoslavien.
I Februari 1989 invigdes "Ankara Buz Pateni Sarayı", Turkiets första olympiska ishockeyrink av olympiska mått, i Ankara. Samma år bildades en ishockeyskola av Cüneyt Kozan och Fahri Paslı som blev ett viktigt steg i spelets utveckling i Turkiet. Vissa gick härifrån vidare till turkiska landslaget.
I Ankara Buz Pateni Sarayı spelades under sent 1989 den första matchen med internationella regler mellan Ankara Tarım Kredi Spor och Istanbul Paten Kulübü. 
I januari 1990 började spelet organiseras av Turkiska skidförbundet, och det första officiella mästerskapet spelades mellan två lag från Ankara och två från Istanbul.
När turkiska issportförbundet bildades 1991 skildes ishockeysporten från turkiska skidförbundet, och kom i stället att samorganiseras med skridskosport. Turkeiet inträdde i IIHF samma år, och skapade samma år ett landslag som deltog i C-världsmästerskapet Group C tournaments.
När intresset steg ökade antalet spelare och lag. Rino Ouellette, kanadensisk diplomat i Ankara, som tränade två lag samtidigt, bidrog starkt. En turnering organiserades 1992, och lade grunden till bildandet av Turkiets första ishockeyliga 1993.
Från 1992 började förbundet reguljärt ordna domar- och tränarkurser.
Efter internationellt tryck skaffade lagen spelare från länder med starkare ishockeytradition, som Kanada, Ryssland och Ukraina. Kvaliteten på spelet stärktes, och 1997 lyckades Turkiet vinna sin första landskamp, då man slog Nya Zeeland.
Under sent 2006 rekommenderade ISU det turkiska issportförbundet att skapa eget förbund.

### Fotnoter
1. ↑  ”Turkey”. International Ice Hockey Federation. http://www.iihf.com/iihf-home/countries/turkey.html. Läst 9 april 2012.
2. ↑  Whats the problem Arkiverad 24 oktober 2007 hämtat från the Wayback Machine. (turkiska)
3. ↑  Ajans Spor [död länk] (turkiska)